# Burdeos (color)
El burdeos, también llamado bordó es un color vinoso que abarca desde el rojo púrpura oscuro al rojo oscuro y que se basa en la coloración característica y predominante del vino de mismo nombre, elaborado en la región francesa de Burdeos. Su nombre deriva del de la ciudad francesa de Burdeos (Bordeaux en francés), que se encuentra en esa región. Este color está comprendido en los acervos iconolingüísticos tradicionales de las culturas europeas, y especialmente de la francesa.
Inespecíficamente, «burdeos» son las coloraciones rojo purpúreas a púrpura rojizas, semioscuras a muy oscuras y de saturación moderada a muy intensa, que en ocasiones llega al rojo obscuro. Esto significa que en el uso cotidiano, el burdeos puede considerarse similar o incluso sinónimo de otras denominaciones como color vino, borgoña, guinda o granate. Sin embargo, se ha considerado que el burdeos puede diferenciarse de estos nombres al poseer una coloración específica, la cual se muestra en la franja superior del recuadro grande y que corresponde a algunos ejemplares del vino de Burdeos.

## Localismos

### La variante lingüística «bordó»
En algunos países del Cono Sur de América (Argentina, Uruguay, Paraguay) se conoce al color burdeos como bordó, palabra que el Diccionario de la lengua española no registra y que surge a partir de la pronunciación de la palabra francesa bordeaux, que también designa a este color.

### Relación con el color guinda o guindo
En México y Perú el color burdeos se conoce como guinda, y en Bolivia como guindo.
El color guinda es un rojo púrpura oscuro y profundo; también se dice rojo guinda. En comparación con el burdeos, el guinda es similar, y es por esto que ambas adjetivaciones de color pueden utilizarse como sinónimos. Sin embargo, el referente del guinda es el licor de guinda y la fruta guinda o guindo, los cuales tienen un coloración que va del rojo a al rojo oscuro, a veces algo purpúreo.

## Usos

### En indumentaria
El burdeos se utiliza mucho como color de tinte para telas y cueros, y, consecuentemente, los términos «burdeos», «bordó» y «guinda» se usan como descriptores de ese color aproximado en indumentaria, vestimenta, tapizados, etc.

## Ejemplos
Seguidamente se compara el burdeos específico (en primer término) con otras muestras, la mayoría de las cuales tienen su origen en el idioma francés.
| Nombre                      | Muestra | Cod. Hex. | RGB | RGB | RGB | HSV  | HSV  | HSV |
| --------------------------- | ------- | --------- | --- | --- | --- | ---- | ---- | --- |
| Burdeos (específico)        |         | #7F1E57   | 127 | 30  | 87  | 325° | 76%  | 50% |
| Rojo burdeos (Caran d'Ache) |         | #9B2948   | 155 | 41  | 72  | 344° | 74%  | 61% |
| Guinda                      |         | #952F57   | 149 | 47  | 87  | 336° | 68%  | 58% |
| Burdeos o guinda            |         | #800040   | 128 | 0   | 64  | 330° | 100% | 50% |
| Burdeos (RAL)               |         | #641C34   | 100 | 28  | 52  | 340° | 72%  | 39% |
| Burdeos (francés)           |         | #6D071A   | 109 | 7   | 26  | 349° | 94%  | 43% |
| Burdeos                     |         | #5C0120   | 92  | 1   | 32  | 340° | 99%  | 36% |
| Burdeos                     |         | #4C1C24   | 76  | 28  | 36  | 350° | 66%  | 30% |

## Galería

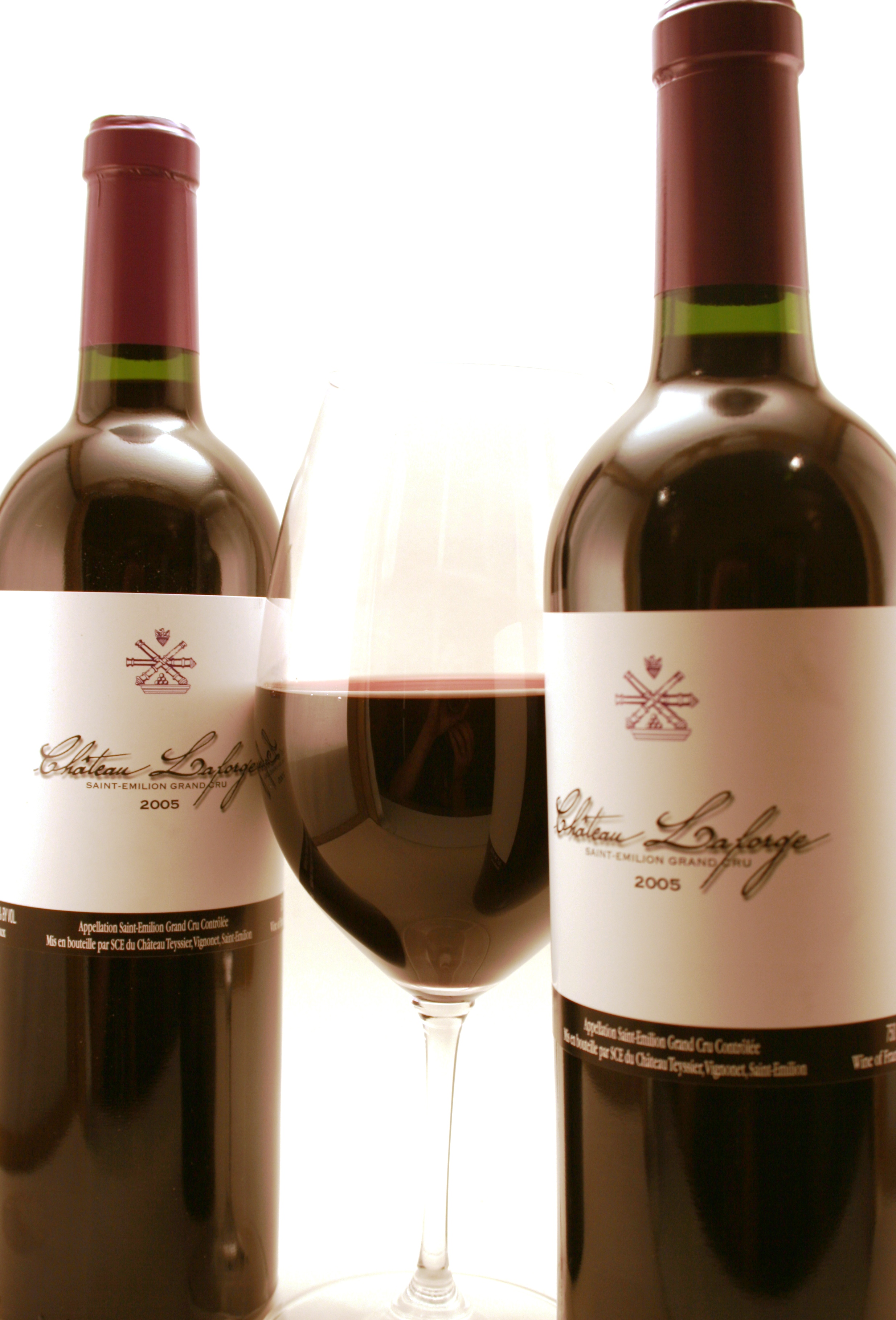
Vino bordeaux
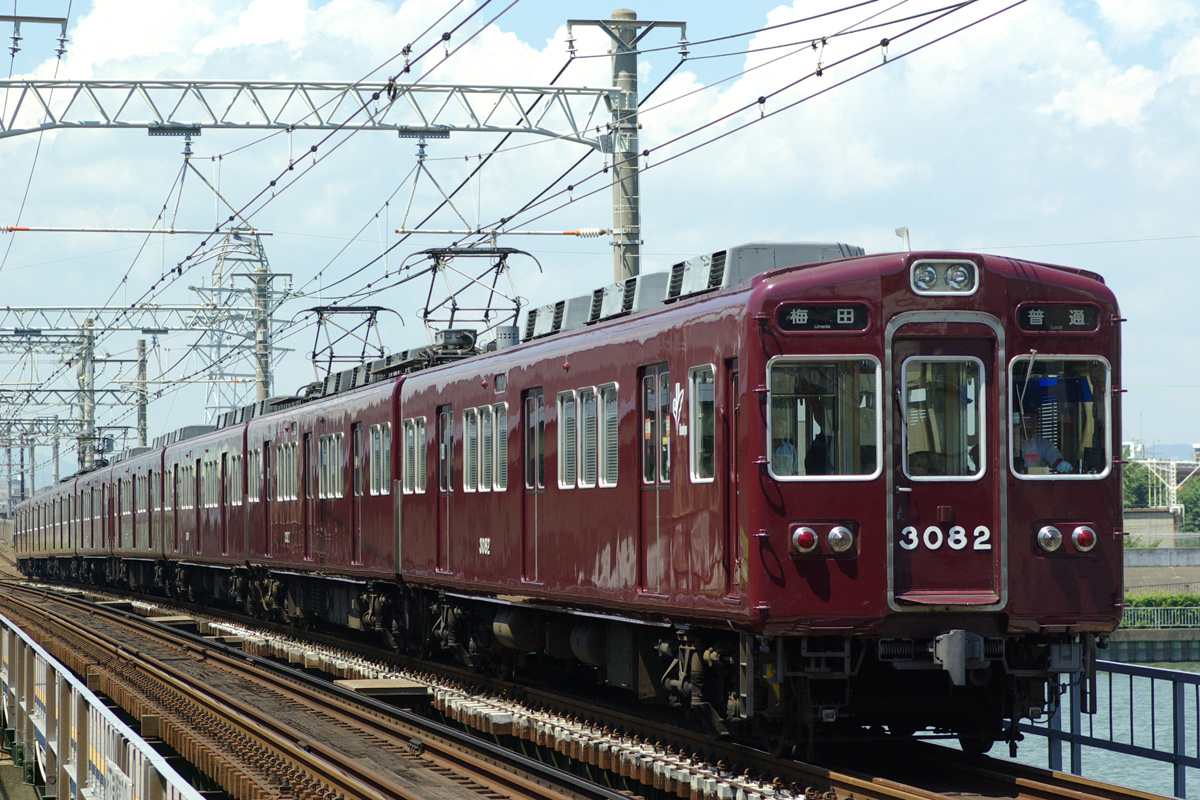
Tren japonés
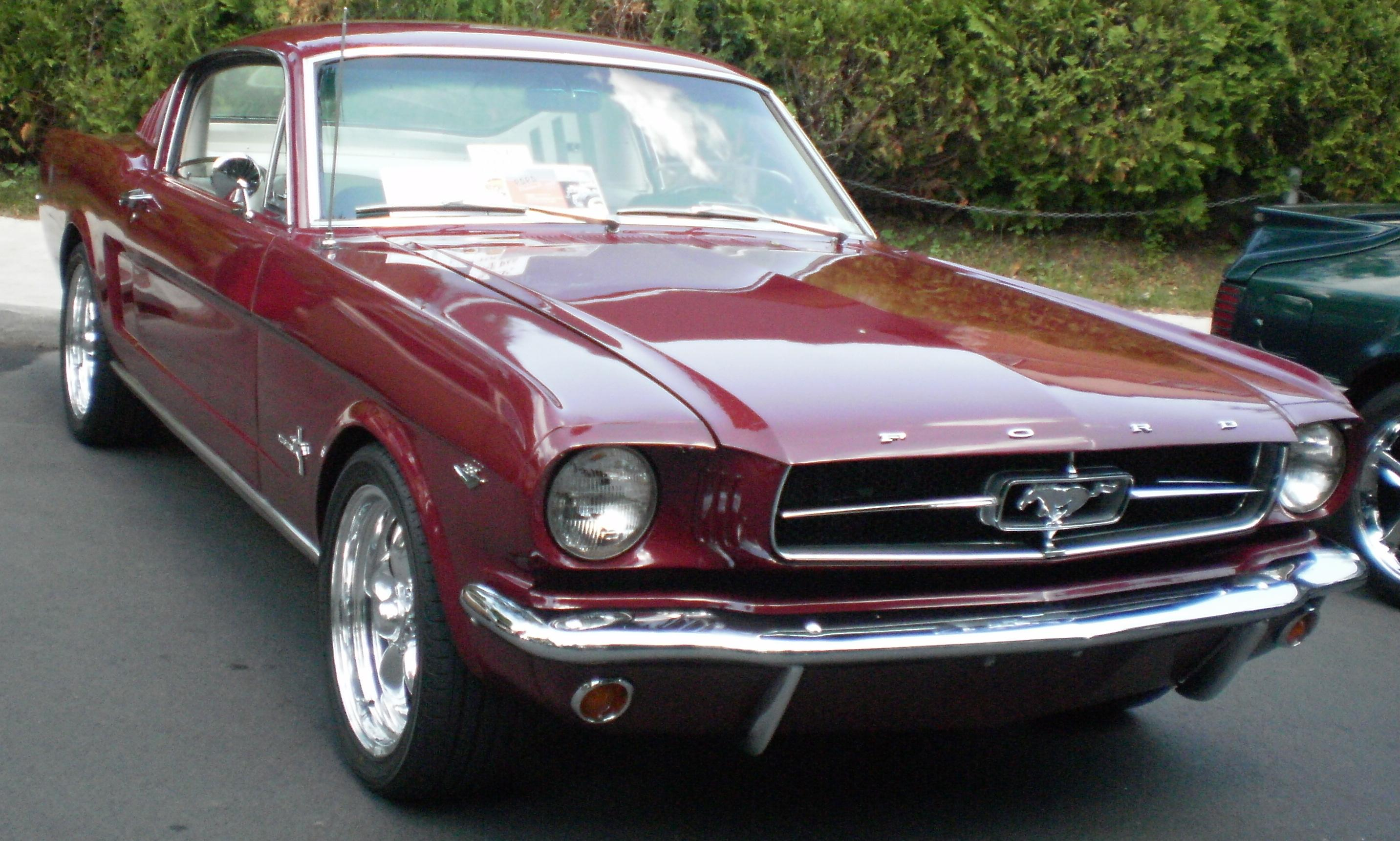
Mustang del 65, el modelo Ford más exitoso desde el Ford A.